# So Forgetful
«So Forgetful» — п'ятий сингл з третього студійного альбому репера Ллойда Бенкса H.F.M. 2 (The Hunger for More 2). Під час інтерв'ю з MTV виконавець сказав, що пісня написана під впливом фільму «Похмілля у Вегасі».

## Відеокліп
Відео зняли у Нью-Йорці та Лонґ-Айленді. Кліп розповідає про те, як репер та Раян Леслі працюють над піснею, не пам'ятаючи, що сталося минулої ночі й також не пам'ятаючи імен усіх жінок, з якими вони зустрічались. Режисер: Армен Джеррахян.